# Нара дримлэнд
«Nara Dreamland» («Нара дримлэнд») (рус. Страна Грёз Нары) — заброшенный парк аттракционов который располагался в городе Нара, Япония. Он проработал 45 лет.

## История создания парка
Идея создания парка развлечений в Наре возникла в середине 1950-х годов когда японский предприниматель Кунизо Мацуо посетил США. Во время своего визита он посетил Калифорнийский Диснейленд в Анахайме. Парк произвел на японца такое огромное впечатление, что он понял, что такого места не хватает в его стране. По его словам он решил построить парк в первой столице Японии — Наре. Его компания «Matsuo Entertainment», в течение многих месяцев поддерживала связь с руководством Disney, которое помогало в реализации всего проекта. Проблемы появились на одной из последних встреч Уолта Диснея и Кунизо. Они не могли договориться о лицензионных сборах для известных персонажей студии — Дональда Дака, Мики Мауса или собаки Плуто. Японская сторона заявила, что они слишком высокие, было принято решение создать собственных героев нового парка. 1 июля 1961 года состоялось торжественное открытие парка. Ежегодно его посещало более 1500000 посетителей. "Нара дримлэнд" был очень похож на оригинальный Диснейленд, у него как и у Диснейленда были: Главная улица,Монорельс , Замок Спящей красавицы и Круиз по джунглям. Парк должен был стать точной копией американского Диснейленда, но он не выглядел точно так же. В свое время возникли проблемы с финансированием этого проекта. В то время как калифорнийский Диснейленд пользовался популярностью благодаря самым известным персонажам Диснея, японскому парку достались менее известные и менее популярные герои. Сам Уолт Дисней и его компания в какой-то момент отказались дальше поддерживать строительство Диснейленда в Японии.

## Начало упадка парка
15 апреля 1983 года в Токио был открыт Диснейленд в Токио. Из-за него в парке количество посетителей стало уменьшаться. Жителям Токио и его окрестностей больше не нужно ехать в Нару, которая находилась почти в 500 км. А затем 31 марта 2001 года в Осака открылся Парк студии «Юниверсал» в 40 км от Нары.

## Закрытие
Несмотря на сниженный поток посетителей парк продолжал работу. К 2006 году количество посетителей составляло всего 400000 человек. 31 августа 2006 года парк был закрыт из-за низкой посещаемости и огромных убытков.

## Судьба парка
После закрытия вход на его территорию был полностью запрещён для всех. Парк оградили высоким забором с колючей проволокой и круглосуточно охранялся полицейскими. В 2016 году начали демонтаж аттракционов, а в 2017 году парк бы полностью снесен.

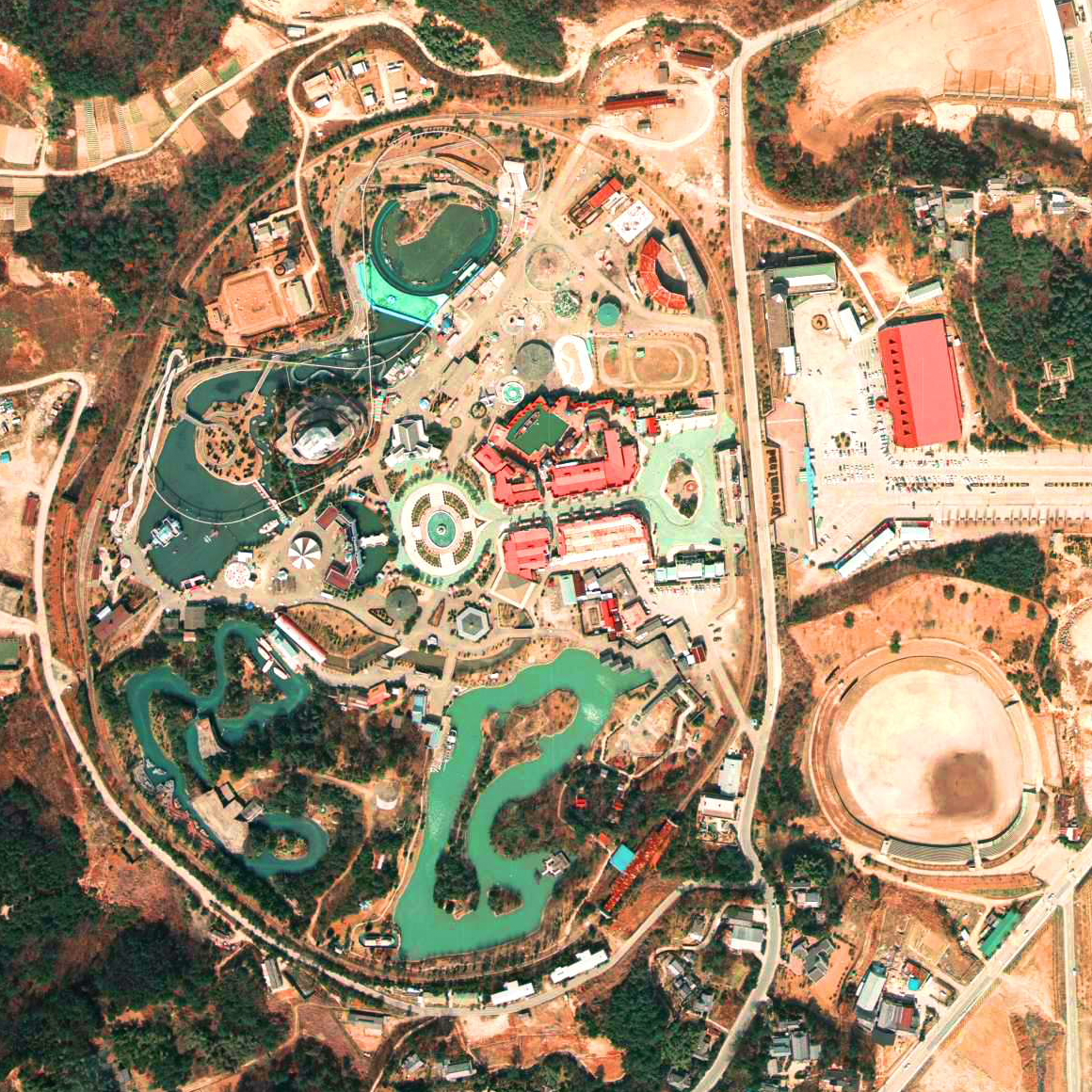
Вид сверху, 1964 год
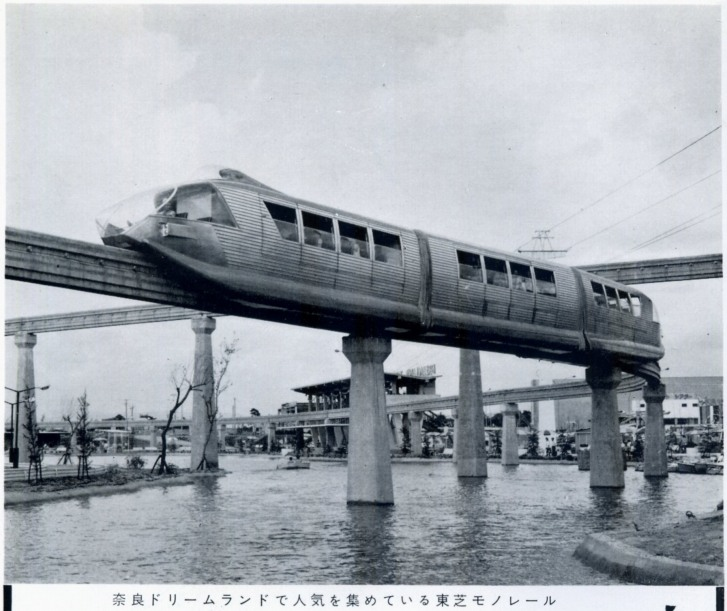
Монорельс, 1961 год
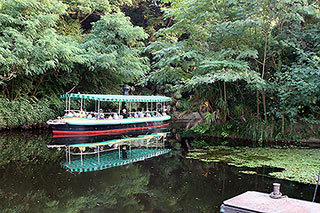
Круиз по джунглям, 1993 год
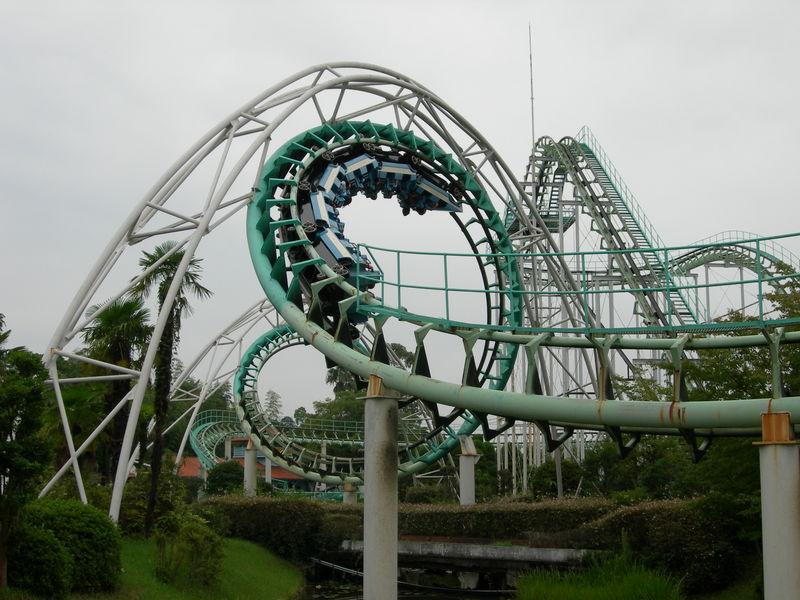
Закрученные американские горки, 2006 год
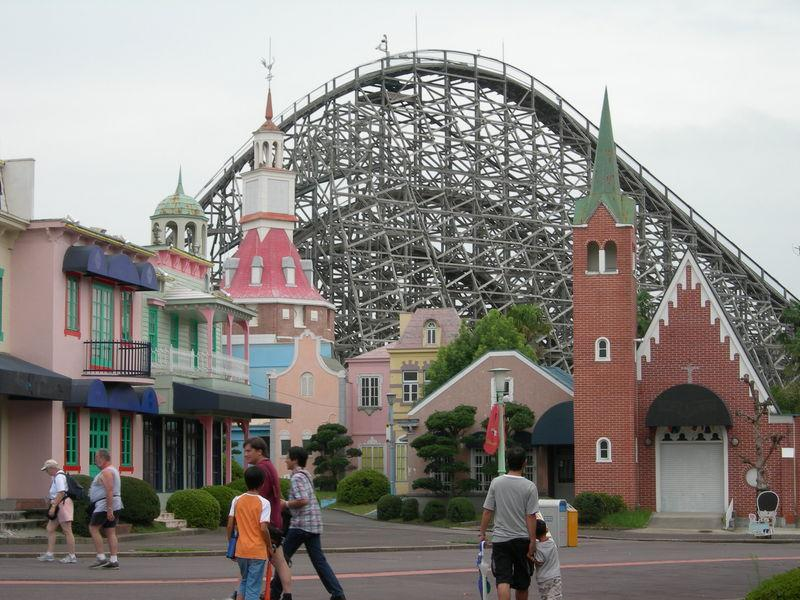
Здания и деревянные американские горки, 2006 год
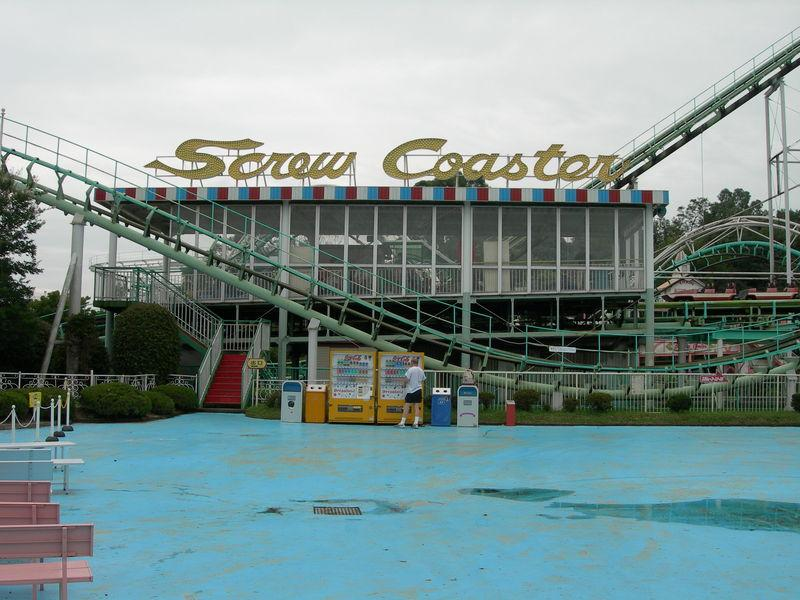
закрученные американские горки, 2006 год
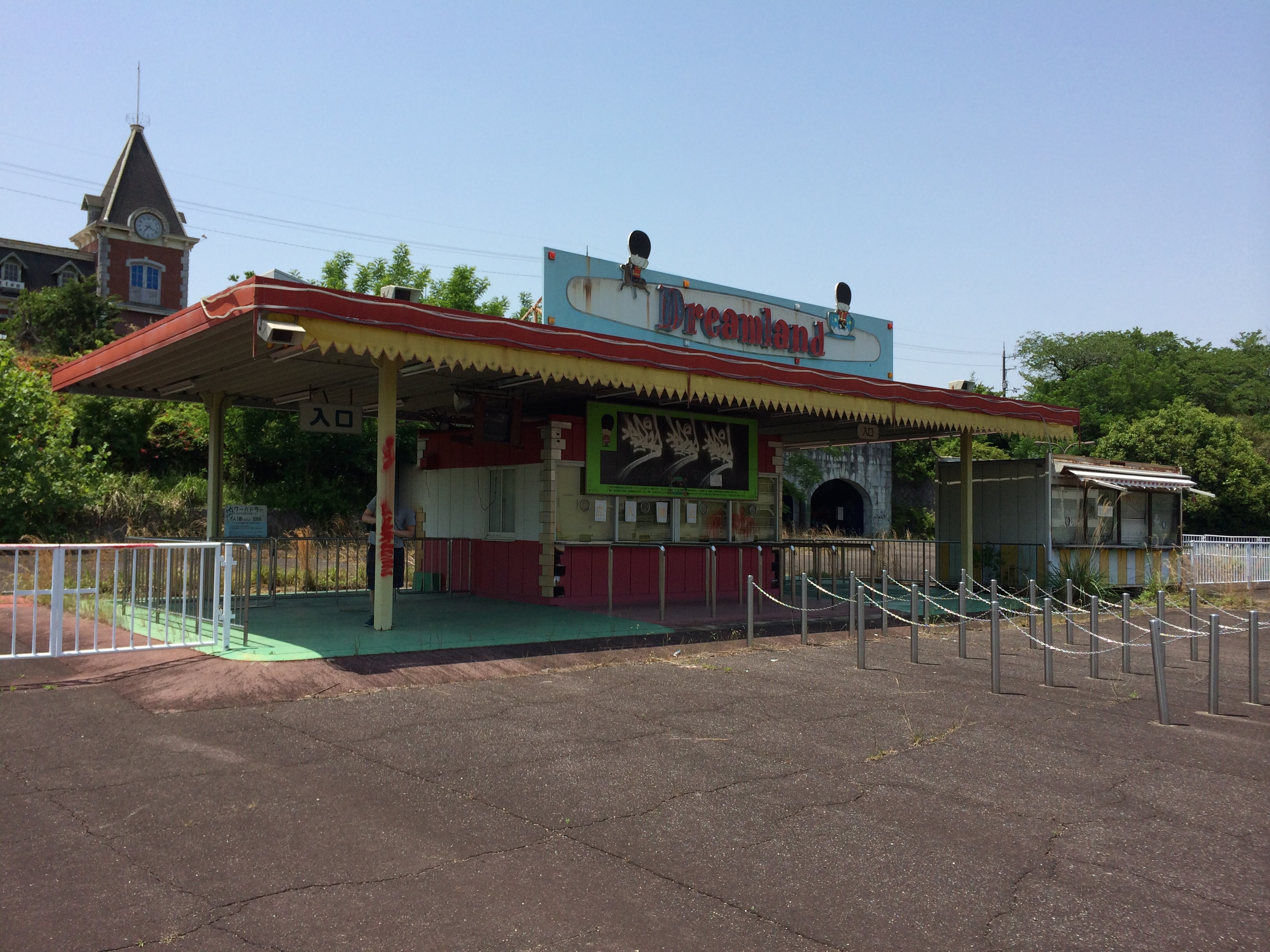
Вход, 2014 год
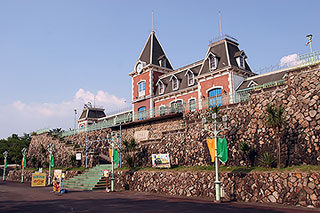
Вокзал, 2014 год
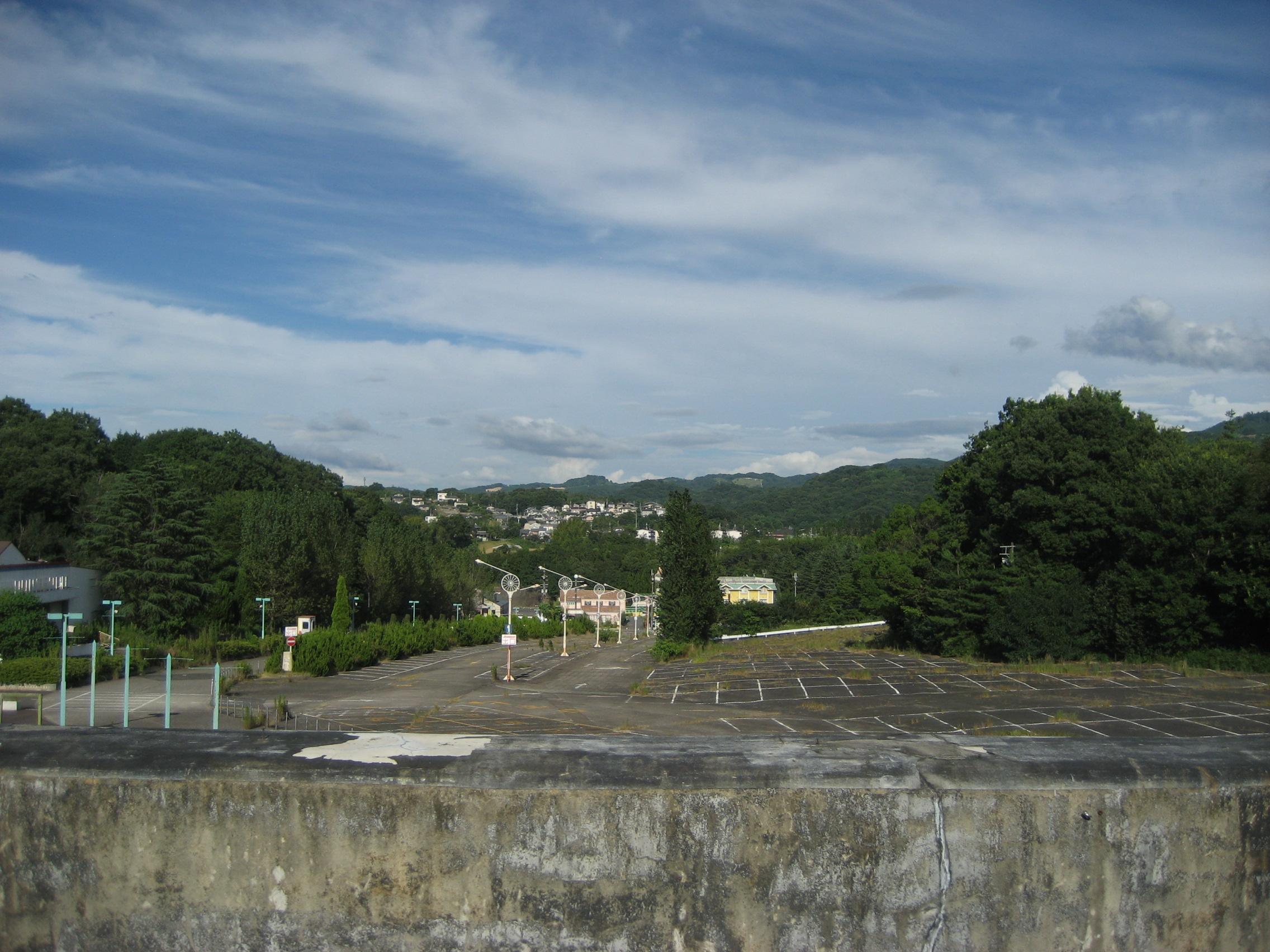
парковка, 2010 год
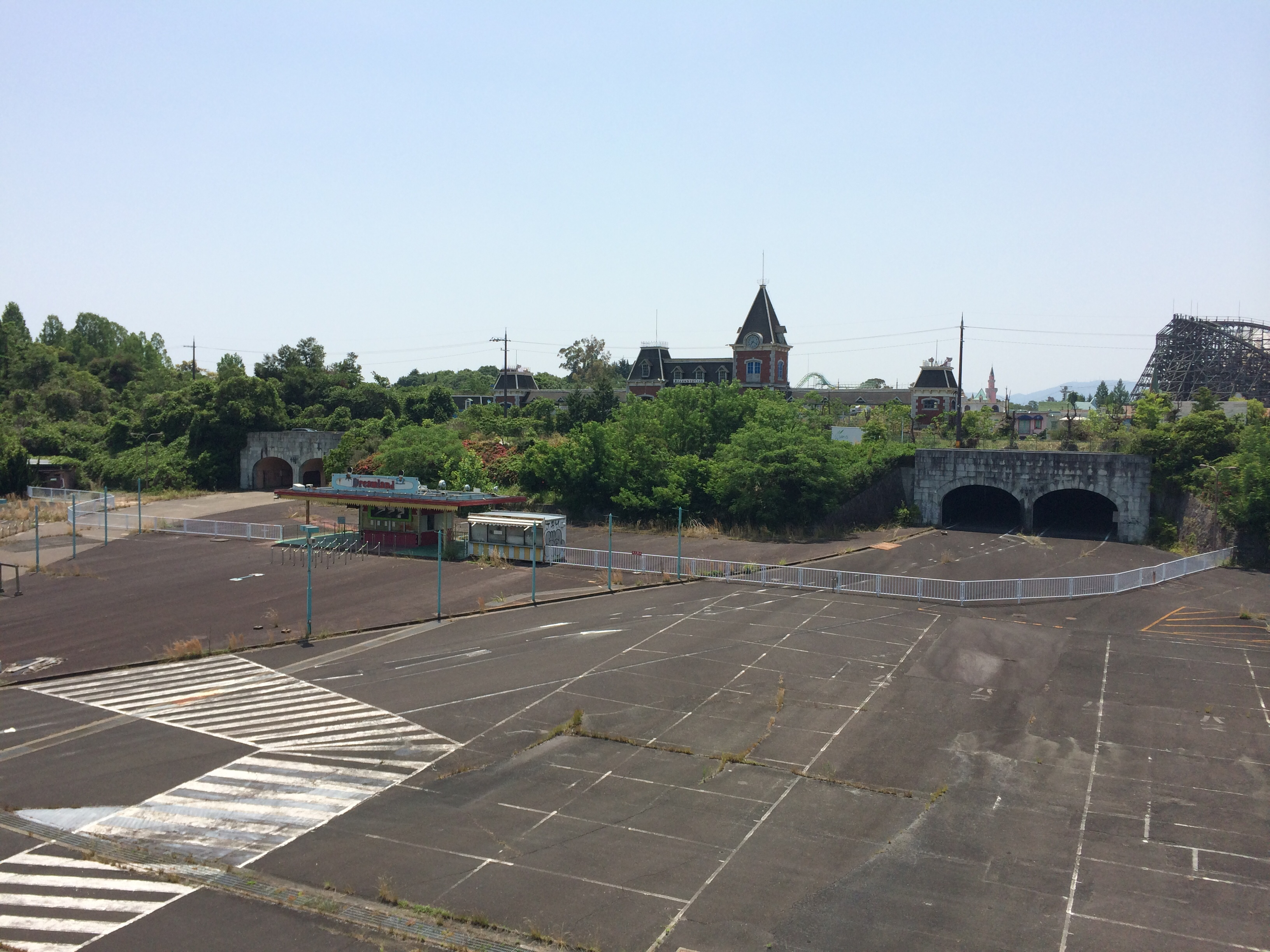
парковка у парка, 2014 год
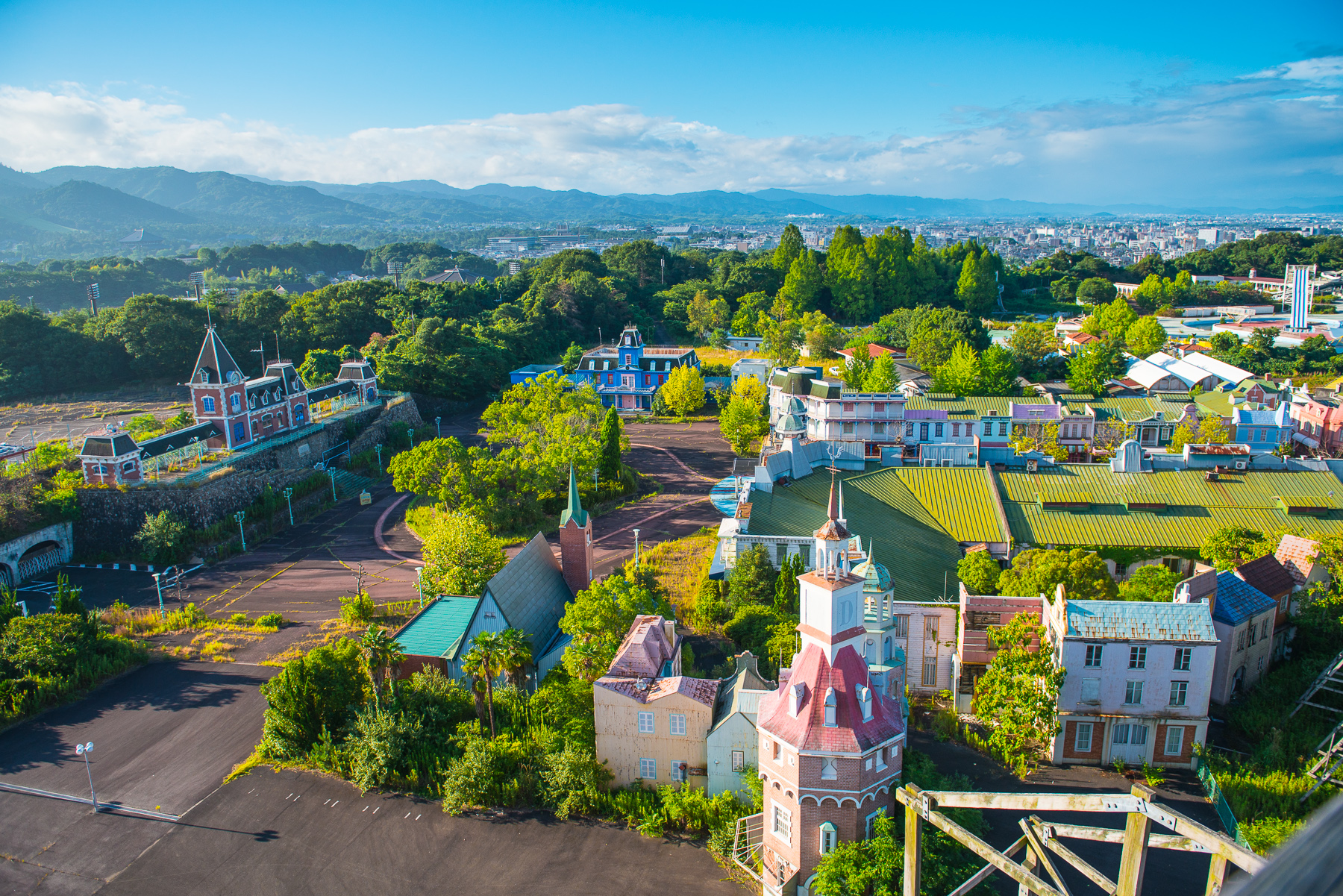
вид сверху, 2015 год
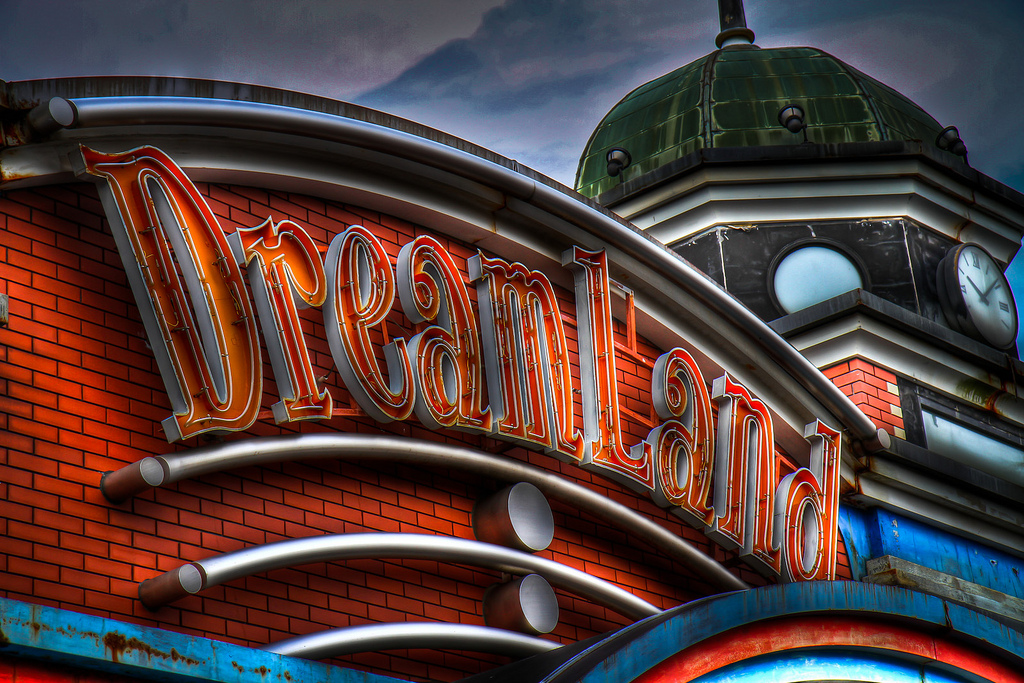
вход на главную улицу, 2012 год